# Еросимово (Московская область)
Еросимово — деревня в Клинском районе Московской области, в составе Воронинского сельского поселения. Население — 26 чел. (2010). 

## География
Деревня расположена в северной части района, примерно в 16 км к северо-востоку от райцентра Клин, на безымянном ручье, левом притоке реки Берёзовка, высота центра над уровнем моря 148 м. Ближайшие населённые пункты — примыкающая на западе Слобода, Терехова на севере и Ватолино на востоке.

## История
До 2006 года Еросимово входило в состав Слободского сельского округа

## Население
| 2002 | 2006 | 2010 |
| ---- | ---- | ---- |
| 42   | ↗54  | ↘26  |

## Известные уроженцы, жители
- Арсенин, Василий Яковлевич (1915—1990) — советский математик, доктор физико-математических наук, профессор, член-корреспондент АН СССР, лауреат Государственной премии СССР в области техники (1984).